# Alberto Núñez Feijóo
Alberto Núñez Feijóo (ur. 10 września 1961 w Ourense) – hiszpański polityk i prawnik, prezydent Galicji (2009–2022), od 2022 przewodniczący Partii Ludowej.

## Życiorys
Studiował prawo na Uniwersytecie w Santiago de Compostela. W 1985 został urzędnikiem w rządzie regionalnym, w 1991 objął stanowisko sekretarza w resorcie rolnictwa i leśnictwa. W 1996 dołączył do administracji rządowej premiera José Aznara. Był sekretarzem generalnym w Ministerstwie Zdrowia, prezesem narodowego instytutu zdrowia (INSALUD) i dyrektorem Correos (narodowego operatora pocztowego). W 2003 powrócił do Galicji, obejmując urząd ministra planowania regionalnego, robót publicznych i mieszkalnictwa (do 2005). W 2006 został wybrany na prezesa Partii Ludowej w Galicji. Po wyborach regionalnych w 2009, w których PP zwyciężyła, objął stanowisko prezydenta wspólnoty autonomicznej. W wyborach w 2012, 2016 i 2020 regionalna Partia Ludowa utrzymywała większość bezwzględną w galisyjskim parlamencie, co pozwoliło jej liderowi utrzymywać funkcję prezydenta na kolejne kadencje.
W kwietniu 2022 został nowym przewodniczącym Partii Ludowej. Ustąpił w związku z tym z funkcji prezydenta Galicji, kończąc urzędowanie w maju 2022. W tym samym miesiącu regionalny parlament delegował go w skład Senatu.
Kierowana przez niego partia zwyciężyła w wyborach w 2023, Alberto Núñez Feijóo uzyskał wówczas mandat posła do Kongresu Deputowanych. Podjął próbę stworzenia nowego rządu, jednak jego kandydatura we wrześniu 2023 dwukrotnie nie uzyskała większości w niższej izbie parlamentu.